# Iklin
Iklin é um povoado da ilha de Malta em Malta.